# Agrevo
Die AgrEvo GmbH war ein Gemeinschaftsunternehmen von Hoechst und Schering, die ihre jeweiligen Agro-/Pflanzenschutzsparten Anfang 1994 in dieses Unternehmen eingebracht hatten. Es war zu dieser Zeit mit einem Marktanteil von rund neun Prozent der viertgrößte Hersteller von Pflanzenschutzmitteln, hinter Novartis, Monsanto und Zeneca. Hoechst hielt zunächst 60 Prozent an Agrevo, Schering 40 Prozent. Die Unternehmenszentrale wurde in Berlin angesiedelt, dem Standort von Schering, während die Forschungsabteilung in den Industriepark Höchst in Frankfurt am Main verlegt wurde.

## Weitere Entwicklung
1999 fusionierte Hoechst mit Rhône-Poulenc zu Aventis. Das neue Unternehmen führte Agrevo mit der Agro-Sparte von Rhône-Poulenc zum neuen Unternehmen Aventis CropScience zusammen und siedelte den Unternehmenssitz in Lyon an. Der Standort Berlin wurde geschlossen.
2002 verkauften Aventis und Schering, die noch mit 24 Prozent an der Aventis CropScience beteiligt waren, ihr gemeinsames Unternehmen an Bayer. Aventis kehrte sich damit vom Life-Science-Konzept ab und konzentrierte sich auf die Pharmaaktivitäten.
Die Aventis CropScience wurde als Bayer CropScience in den Bayer-Konzern eingegliedert. Die Produktionsanlagen der ehemaligen Agrevo im Industriepark Höchst sowie im Chemiepark Knapsack bestehen weiterhin.

## Produkte
Aventis war unter anderem Hersteller von Herbiziden, Insektiziden und Fungiziden. Später stieg das Unternehmen in die Biotechnologie ein. Die transgene Maissorte StarLink stammte von Aventis.